# Alfred Nimser
Alfred Nimser (* 23. Juli 1932 in Chemnitz) ist ein ehemaliger deutscher Bühnentechniker.

## Werdegang
Nimser legte die Gesellenprüfung als Tischler ab und kam 1952 nach Berlin. Dort war er 45 Jahre Leiter des Bühnenbetriebs und Stellvertretender Technischer Direktor der Staatsoper Unter den Linden. 1997 ging er in den Ruhestand.

## Ehrungen
- 1. Oktober 1997: Verdienstorden des Landes Berlin